# 瓜割石庭公園
瓜割石庭公園（うりわりせきていこうえん）は、山形県東置賜郡高畠町にある公園。

## 概要
1923年から2010年まで採掘されていた「瓜割丁場」の跡を見ることができる。高畠石の採石場として知られており、現在も採石が行われている。｢石切り場の清水に瓜を冷やしたところ瓜が割れたということでこの名がついた」と言われている。
石の真ん中にはトンネルがあり、トンネルを抜けるとスペースがある。コンサート会場としても使われる他、使用料金がかかるが園内には芋煮会場もある。

## 沿革
- 2003年 - 次代につなぐやまがた景観賞（山形経済同友会奨励賞）を受賞[4]。
- 2019年5月25日 - 音楽フェス『岩壁音楽祭』が初開催。
- 2022年9月17日 - 『岩壁音楽祭 2022』開催。

## 周辺
- 国道113号
- まほろば古の里歴史公園
- 道の駅たかはた